# NGC 2671
NGC 2671 је расејано звездано јато у сазвежђу Једра које се налази на NGC листи објеката дубоког неба.
Деклинација објекта је - 41° 52' 38" а ректасцензија 8h 46m 12,0s. Привидна величина (магнитуда) објекта NGC 2671 износи 11,6. NGC 2671 је још познат и под ознакама OCL 745, ESO 313-SC14.